# Esteban Guerrieri

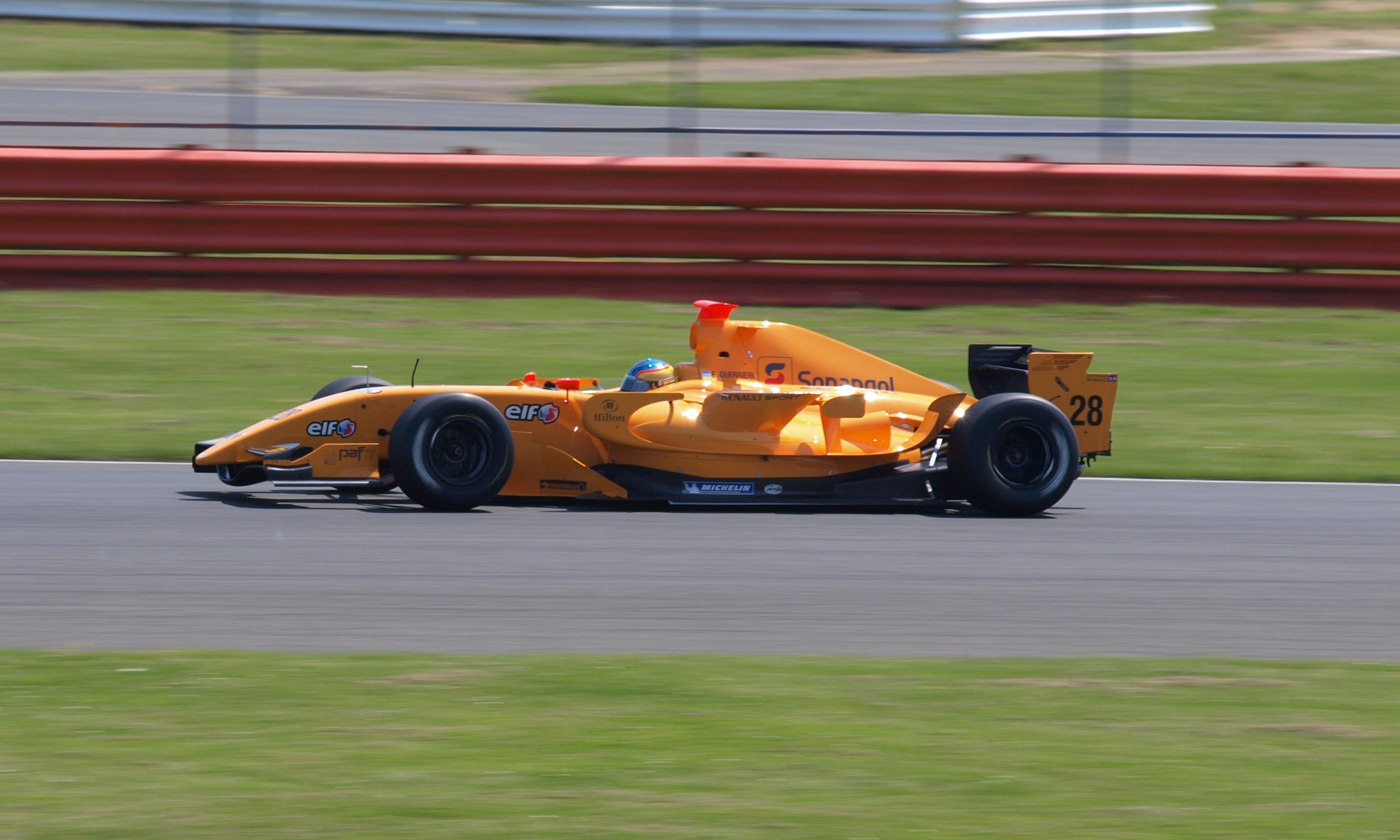
Guerrieri op Silverstone, 2008

Esteban Guerrieri (Buenos Aires, 19 januari 1985) is een Argentijns autocoureur.

## Loopbaan
- 2000: Formule Renault Argentinië, team onbekend (2 overwinningen, kampioen).
- 2001: Eurocup Formule Renault 2.0, team Lucidi Motorsport.
- 2002: Formule Renault 2.0 Duitsland, team Jenzer Motorsport (4 overwinningen, 3e in kampioenschap).
- 2002: Eurocup Formule Renault 2.0, team Jenzer Motorsport (2 races).
- 2003: Formule Renault 2.0 Italië, team Cram Competition (4 overwinningen, 2e in kampioenschap).
- 2003: Eurocup Formule Renault 2.0, team Cram Competition (3 overwinningen, kampioen).
- 2003: Formule Renault 2.0 Duitsland, team Cram Competition (2 races).
- 2004: Formule 3000, team BCN Competición.
- 2004: Formule Renault V6 Eurocup, team Cram Competition (2 races).
- 2005: Formule 3 Euroseries, team Team Midland Euroseries.
- 2005: Masters of Formula 3, team Team Midland Euroseries.
- 2006: Formule 3 Euroseries, team Manor Motorsport (2 overwinningen).
- 2006: Masters of Formula 3, team Manor Motorsport.
- 2007: Britse Formule 3-kampioenschap, team Ultimate Motorsport.
- 2007: Formule 3 Euroseries, team Ultimate Motorsport (2 races).
- 2007: Masters of Formula 3, team Ultimate Motorsport.
- 2007: Formule Renault 3.5 Series, team Fortec Motorsport (2 races).
- 2007: Grand Prix van Macau, team Signature Plus.
- 2008: Formule Renault 3.5 Series, team Ultimate Signature (12 races, 1 overwinning).
- 2008: Britse Formule 3-kampioenschap, team Ultimate Motorsport (8 races).
- 2009: Formule Renault 3.5 Series, team RC Motorsport (2 races).
- 2009: Superleague Formula, teams Al Ain FC, Sevilla FC en Olympiacos CFP (10 races, 2 overwinningen).
- 2010: Formule Renault 3.5 Series, team ISR Racing.

## Superleague Formula resultaten
- Races vetgedrukt betekent pole positie, Races cursief betekent snelste ronde

| Jaar | Inschrijving   | 1    | 2    | 3      | 4      | 5       | 6       | 7      | 8       | 9      | 10     | 11     | 12      | Rang | Punten |
| ---- | -------------- | ---- | ---- | ------ | ------ | ------- | ------- | ------ | ------- | ------ | ------ | ------ | ------- | ---- | ------ |
| 2009 | Al Ain FC      | MAG1 | MAG2 | ZOL1 6 | ZOL2 1 |         |         |        |         |        |        |        |         | 19   | 135    |
| 2009 | Sevilla FC     |      |      |        |        | DON1 11 | DON2 13 |        |         |        |        |        |         | 9    | 253    |
| 2009 | Olympiacos CFP |      |      |        |        |         |         | EST1 1 | EST2 14 | MON1 2 | MON2 4 | JAR1 8 | JAR2 10 | 6    | 300    |